# Marmota broweri
Espèce
Statut de conservation UICN

 LC  : Préoccupation mineure
Répartition géographique
Marmota broweri nommé parfois Marmotte d'Alaska est une espèce de mammifères de la famille des Sciuridae qui se rencontre uniquement au nord de l'Alaska et au nord ouest du Yukon.

## Description
Marmota broweri ou Marmotte d'Alaska a l'apparence des autres marmottes (corps trapu) et est notamment assez proche de la Marmotte des rocheuses, mais avec une face plus sombre. Chez cette espèce les mâles sont plus grands que les femelles en moyenne, les mâles font entre 58 et 65 cm pour un poids de 3 à 4 kg tandis que les femelles font entre 54 et 60 cm pour un poids d'entre 2,5 et 3,5 kg. Sa coloration générale est noirâtre,.